# Campeonato Paranaense 2009
In 2009 werd het 95ste Campeonato Paranaense gespeeld voor voetbalclubs uit de Braziliaanse staat Paraná. De competitie werd gespeeld van 24 januari tot 3 mei  en werd georganiseerd door de Federação Paranaense de Futebol. Atlético werd kampioen.

## Eerste fase
| Plaats | Club                | Wed. | W | G | V | Saldo | Ptn. |
| ------ | ------------------- | ---- | - | - | - | ----- | ---- |
| 1.     | Atlético Paranaense | 14   | 9 | 3 | 2 | 29:12 | 30   |
| 2.     | Coritiba            | 14   | 7 | 3 | 4 | 15:13 | 24   |
| 3.     | Nacional            | 14   | 6 | 3 | 5 | 19:12 | 21   |
| 4.     | J. Malucelli        | 14   | 5 | 6 | 3 | 17:12 | 21   |
| 5.     | Paraná              | 14   | 6 | 2 | 6 | 22:20 | 20   |
| 6.     | Iraty               | 14   | 6 | 2 | 6 | 19:23 | 20   |
| 7.     | Cianorte            | 14   | 4 | 7 | 3 | 17:13 | 19   |
| 8.     | Paranavaí           | 14   | 4 | 7 | 3 | 14:13 | 19   |
| 9.     | Toledo              | 14   | 4 | 6 | 4 | 24:21 | 18   |
| 10.    | Rio Branco          | 14   | 5 | 2 | 7 | 18:20 | 17   |
| 11.    | Cascavel            | 14   | 4 | 4 | 6 | 19:22 | 16   |
| 12.    | Engenheiro Beltrão  | 14   | 4 | 4 | 6 | 19:25 | 16   |
| 13.    | Londrina            | 14   | 4 | 4 | 6 | 14:21 | 16   |
| 14.    | Foz do Iguaçu       | 14   | 5 | 0 | 9 | 16:25 | 15   |
| 15.    | Iguaçu              | 14   | 3 | 5 | 6 | 14:24 | 14   |

|  | Geplaatst voor tweede fase |
|  | Degradatie                 |

## Tweede fase
Atlético Paranaense kreeg 2 bonuspunten uit de eerste fase, Coritiba een. 
| Plaats | Club                | Wed. | W | G | V | Saldo | Ptn. |
| ------ | ------------------- | ---- | - | - | - | ----- | ---- |
| 1.     | Atlético Paranaense | 7    | 5 | 0 | 2 | 14:7  | 17   |
| 2.     | J. Malucelli        | 7    | 5 | 1 | 1 | 13:6  | 16   |
| 3.     | Coritiba            | 7    | 4 | 2 | 1 | 10:3  | 15   |
| 4.     | Nacional            | 7    | 3 | 3 | 1 | 8:5   | 12   |
| 5.     | Paraná              | 7    | 2 | 2 | 3 | 9:13  | 8    |
| 6.     | Cianorte            | 7    | 2 | 1 | 4 | 7:8   | 7    |
| 7.     | Iraty               | 7    | 2 | 1 | 4 | 10:15 | 7    |
| 8.     | Paranavaí           | 7    | 0 | 0 | 7 | 4:18  | 0    |

|  | Kampioen                                           |
|  | Geplaatst voor Copa do Brasil 2010 en Série D 2009 |

## Kampioen
| Campeonato Paranaense de 2009            |
| Paraná                                   |
| ---------------------------------------- |
| ATLÉTICO PARANAENSE Kampioen (22° titel) |